# Выборы в Конституционное собрание на Кубе (1939)
Выборы в Конституционное собрание на Кубе проходили 15 ноября 1939 года. В результате победу одержал Оппозиционный фронт, получивший 41 из 76 мест Конституционного собрания.

## Результаты
| Альянс                             | Партия                                  | Голоса    | %    | Места |
| ---------------------------------- | --------------------------------------- | --------- | ---- | ----- |
| Оппозиционный фронт                | Партия «Аутентико»                      | 225 223   | 20,7 | 18    |
| Оппозиционный фронт                | Республиканская демократическая партия  | 170 681   | 15,7 | 15    |
| Оппозиционный фронт                | Республиканское действие                | 80 168    | 0,7  | 4     |
| Оппозиционный фронт                | ABC                                     | 65 842    | 6,0  | 4     |
| Оппозиционный фронт                | Национальная аграрная партия            | 9 359     | 0,9  | 0     |
| Оппозиционный фронт                | Всего                                   | 551 273   | 50,6 | 41    |
| Правительственный фронт            | PUN                                     | 182 246   | 16,8 | 16    |
| Правительственный фронт            | PUN                                     | 132 189   | 12,1 | 9     |
| Правительственный фронт            | Коммунистический революционный союз     | 97 944    | 9,0  | 6     |
| Правительственный фронт            | Демократическая национальная ассоциация | 77 527    | 7,1  | 3     |
| Правительственный фронт            | Революционная национальная партия       | 37 933    | 3,5  | 1     |
| Правительственный фронт            | Кубинскай народная партия               | 10 251    | 1,0  | 0     |
| Правительственный фронт            | Всего                                   | 538 090   | 49,4 | 35    |
| Недействительных/пустых бюллетеней | Недействительных/пустых бюллетеней      |           | -    | -     |
| Всего                              | Всего                                   | 1 089 363 | 100  | 76    |
| Источник: Nohlen                   |                                         |           |      |       |